# Ilhuícatl-Huitztlán

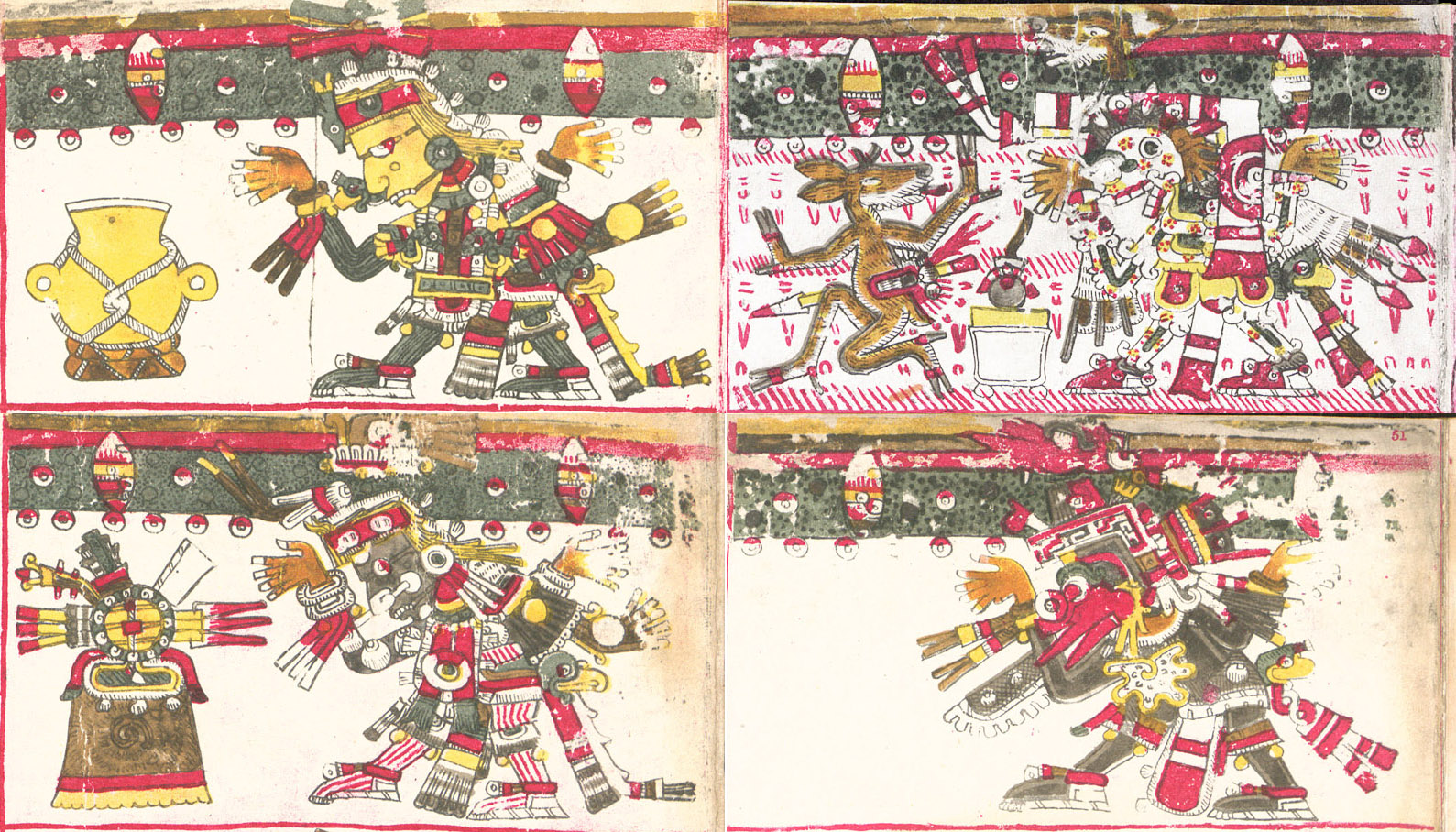
Los cuatro puntos cardinales o reinos del universo horizontal descritos en el Códice Borgia según la Cosmogonía mexica.

Ilhuícatl-Huitztlán (del náhuatl: ilhuicatl-huitztlan ‘el cielo donde (están) las espinas’‘ilhuicatl, cielo; huitzli, espina; titlan, lugar’) en la mitología mexica es el cuarto estrato celeste del universo vertical según la cosmogonía mexica, es el camino del Sol, la región de la estrella de la mañana, el Venus matutino, Tlahuizcalpantecuhtli, dios del amanecer, el cual salía de su hogar al borde del océano que rodeaba el mundo para anunciar la llegada de Tonatiuh, dios del Quinto Sol, así como también el traslado de la serpiente emplumada Quetzalcóatl, dios de la vida, de la luz, de la sabiduría, de la fertilidad y del conocimiento, patrón de los vientos y del día, regidor del Oeste.